# کرون (یکای پول)
کرون نوعی یکای پول است که در کشورهای جمهوری چک، دانمارک (شامل جزایر فارو)، ایسلند، نروژ و سوئد به کار می‌رود. همچنین، تا سال ۲۰۰۹ و ۲۰۱۱، کشورهای اسلواکی و استونی نیز از کرون استفاده می‌کردند.

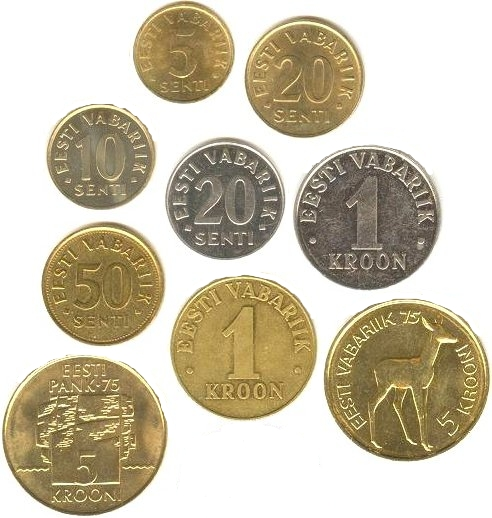
سکه‌های کرون استونیایی

## کشورهای استفاده کنندهٔ کرون
| کشورها              | یکای پول     | کد ایزو ۴۲۱۷ | آغاز استفاده  | ارز پیشین             |
| ------------------- | ------------ | ------------ | ------------- | --------------------- |
| جمهوری چک           | کرون چک      | CZK          | ۸ فوریه ۱۹۹۳  | کرون چکسلواکی         |
| دانمارک (و گرینلند) | کرون دانمارک | DKK          | ۱ ژانویه ۱۸۷۵ | Danish rigsdaler      |
| جزایر فارو          | کرون فارو    | None (DKK)   | ۳۱ مه ۱۹۴۰    | کرون دانمارک          |
| ایسلند              | کرونا ایسلند | ISK          | ۱۸۷۴          | کرون دانمارک          |
| نروژ و dependencies | کرون نروژ    | NOK          | ۱۸۷۳          | Norwegian speciedaler |
| سوئد                | کرون سوئد    | SEK          | ۱۸۷۳          |                       |